# Beniamino Cesi
Beniamino Cesi, född 6 november 1845 och död 19 januari 1907, var en italiensk pianist och pianopedagog.
Cesi studerade bland annat för Sigismund Thalberg, var lärare vid konservatorierna i Neapel, Sankt Petersburg och Palermo. Cesi var en framstående konsertpianist. Han har skrivit Metodo per pianoforte och Storia del pianoforte (1903).
Bland hans många lärjungar märks också hans båda söner, Napoleone Cesi (f. 1867) och Sigismondo Cesi (f. 1869).